# Nicolas Champion

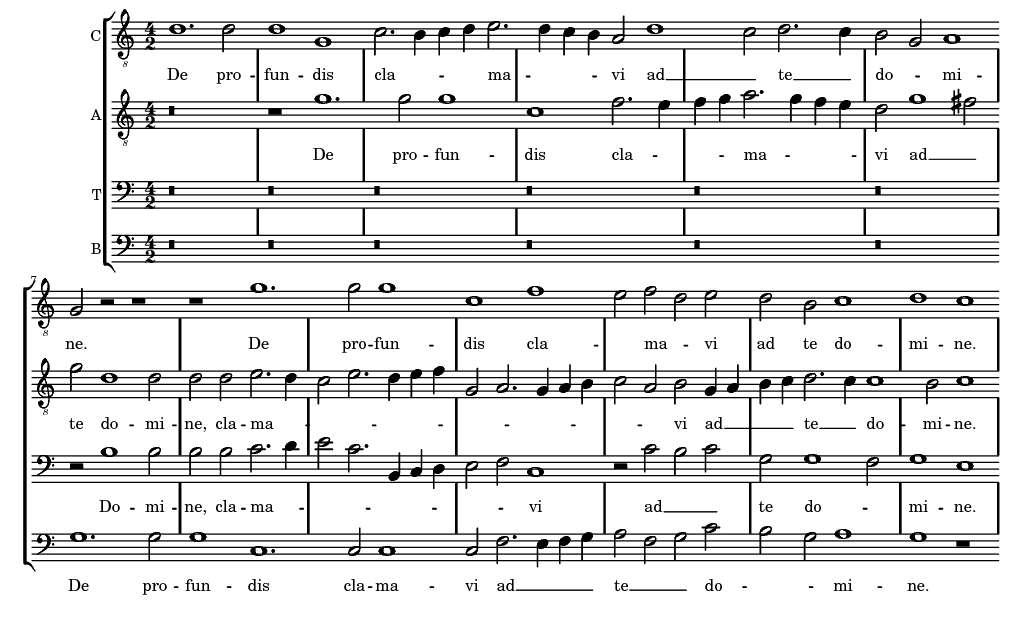
Inici del motet De profundis de Nicolas Champion, que tradicionalment s'havia atribuït a Josquin des Prez.

Nicolas Champion (Lieja, cap al 1475/1480 - Lier, 20 de setembre del 1533) fou un compositor i cantant de l'escola francoflamenca (Renaixement).
Champion treballà a les capelles reials dels Habsburg Felip el Bell i l'emperador Carles. Mentre s'estigué a la capella reial de Felip el Bell, es relacionà amb els també compositors Pierre de La Rue, Marbrianus d'Orto i Alexander Agricola. En morir Felip el Bell, Champion fou un dels pocs cantants que seguiren la reina vídua Joana la Boja en el seu llarg periple fúnebre per Castella. Posteriorment, mentre era a la capella reial de Carles V, mantingué també alguna relació amb Frederic III de Saxònia, per a qui compongué una missa. En total, només es conserven sis obres que se li puguin atribuir amb seguretat: dues misses, tres motets (tot en llatí) i una cançó popular (aquesta en neerlandès). La seva nissaga també es dedicà a la música.